# Angela Maraventano
Angela Maraventano (San Benedetto del Tronto, 14 settembre 1964) è una politica italiana, senatrice della Lega Nord dal 2008 al 2013.

## Biografia
Di origine siciliana, ristoratrice di professione nell'isola di Lampedusa.

### Carriera politica
Nelle elezioni europee del 2004 si candidò con la Lega Nord nella circoscrizione Italia insulare, ma ottenne solo 360 voti a Lampedusa e meno di mille nel resto della Sicilia.
Nel maggio del 2007 fu nominata vicesindaco di Lampedusa e Linosa con delega agli affari di Lampedusa.

#### Senatrice
Alle elezioni politiche del 2008 viene eletta senatrice tra le file della Lega Nord, in virtù della candidatura in Emilia-Romagna. Al Senato della Repubblica ha fatto parte della commissione Lavoro e Previdenza sociale, nonché della commissione bicamerale di controllo sugli enti gestori di forme obbligatorie di previdenza e assistenza sociale.
Il 21 gennaio 2009 il sindaco di Lampedusa Bernardino De Rubeis (esponente dell'MpA, eletto in una maggioranza di centro-destra) le revocò la delega. Nel 2010 tornò vice sindaco di Lampedusa con le deleghe a Pubblica istruzione, Area Marina Protetta, Edilizia scolastica, Pari opportunità, Sanità.
Alle elezioni europee del 2014 è candidata nuovamente al Parlamento europeo, nella circoscrizione Italia insulare, nelle liste della Lega Nord, ottenendo solamente 544 preferenze e non venendo eletta.
Alle elezioni regionali siciliane del 5 novembre 2017 si candida all'ARS, come capolista nel collegio di Agrigento nella lista Musumeci Presidente del candidato unico di centro-destra, in quota Noi con Salvini  Otterrà 379 preferenze, ma non sarà eletta.

### Procedimenti giudiziari
Nell'aprile 2012 la Maraventano fu condannata in primo grado dal tribunale di Agrigento per non aver pagato i contributi Inps a un dipendente del suo ristorante. La condanna ammonta a tre mesi di carcere e 300 euro di multa.

## Controversie
Ad ottobre 2020, in occasione della manifestazione a sostegno di Matteo Salvini riguardo al processo per la vicenda della nave militare Gregoretti, ha affermato che “La nostra mafia non difende più il territorio” in quanto sarebbe stata combattuta ed eliminata dallo stato. In seguito alle critiche rivoltele, si è giustificata dicendo “È stata una frase infelice dettata dalla rabbia e dal momento terribile che sta vivendo il nostro paese ma io mi sono sempre battuta contro tutte le mafie, a cominciare da quella nigeriana”.
Nell'ottobre 2020 lascia anche la Lega Nord. Nel luglio 2021 è stato chiesto nei suoi confronti il rinvio  giudizio per istigazione a delinquere.

## Curiosità

### Cinema
- Nel 2002 fece una breve comparsa nel film Respiro, di Emanuele Crialese.[13].